# Zemo Natanebi
Zemo Natanebi (en georgiano: ზემო ნატანები) es un pueblo de Georgia ubicado en el oeste de la región de Guria, siendo parte del municipio de Ozurgueti. 

## Geografía
Zemo Natanebi se sitúa a orillas del río Natanebi, a 6 km de Kvemo Natanebi y 24 km al oeste de Ozurgueti.

## Historia
En 1902 pasó a formar parte de la comunidad rural de Mikelgabrieli. En los años 1898-1900 se abrió la escuela en la casa de Nakaidze. En 1923, la iglesia de madera se convirtió en escuela e hicieron un estadio en el territorio del cementerio de la iglesia.  

## Demografía
La evolución demográfica de Zemo Natanebi entre 1893 y 2014 fue la siguiente:
| 1041                                            | 1054 | 1837 | 1174 |
| (Fuente: Population of Georgia in Soviet times) |      |      |      |

Según el censo de 2014, los georgianos constituían el 98,1% de la población; los armenios, el 1,1% y los rusos, el 0,5%.
Georgianos 98,1% Armenios 1,1% Rusos 0,5%

## Economía
En Zemo Natanebi se dedican principalmente a la fruticultura y al cultivo de cítricos. 

## Infraestructura

### Educación
Hay una escuela pública y una biblioteca en el pueblo.

## Personas ilustres
- Abesa Bolkvadze: rebelde georgiano que fue uno de los líderes de la rebelión de Guria de 1841.
- Liza Nakashidze-Bolkvadze (1885-1938): política georgiana del Partido Socialdemócrata de Georgia y miembro de la Asamblea Constituyente de Georgia (1919-1921).